# Choi Min-sik
Choi Min-sik, född 27 april 1962 i Seoul, Sydkorea, är en koreansk skådespelare.
Han började sin karriär som teaterskådespelare innan han medverkade i filmer.
1999 spelade han agenten Park Mu-young i Shiri - Terrorns ansikte, en av Sydkoreas mest framgångsrika filmer.
2003 spelade han Oh Dae-su i Old Boy - hämnden, en film som hade stor internationell framgång.

## Filmografi (i urval)
- Kuro Arirang (1989)
- Our Twisted Hero (1992)
- Sara Is Guilty (1993)
- No. 3 (1997)
- The Quiet Family (1998)
- Shiri - Terrorns ansikte (1999)
- Happy End (1999)
- Failan (2001)
- Chi-hwa-seon (2002)
- Old Boy - hämnden (2003)
- Taegukgi (2004)
- Springtime (2004)
- Crying Fist (2005)
- Lady Vengeance (2005)
- Lacy (2014)